# The Gulf Between
The Gulf Between é um filme mudo de comédia dramática produzido nos Estados Unidos e lançado em 1917.